# مضادات الفيروسات القهقرية المركبة ذات الجرعات الثابتة
أدوية مضادات الفيروسات القهقرية المركبة ذات الجرعات الثابتة هي أدوية مركبة من أكثر من واحد من مضادات الفيروسات القهقرية تستخدم لتقليل عبء كثرة الأدوية. تستخدم هذه الأدوية في علاج متلازمة العوز المناعي المكتسب. قد تحتوي على مضادات فيروسية من المجموعة ذاتها أو مجموعات مختلفة كما يظهر في الجدول أدناه.
| الاسم التجاري                                              | أسماء الأدوية (INN)                                 | تاريخ ترخيص إدارة الغذاء والدواء | الشركة                                      |
| ---------------------------------------------------------- | --------------------------------------------------- | -------------------------------- | ------------------------------------------- |
| كومبيفير                                                   | لاميفودين + زيدوفودين                               | 26 أيلول 1997                    | غلاكسو سميث كلاين                           |
| كاليترا                                                    | لوبينافير + ريتونافير                               | 15 أيلول 2000                    | مختبرات أبوت                                |
| تريزيفير                                                   | أباكافير + لاميفودين + زيدوفودين                    | 15 تشرين الثاني 2000             | غلاكسو سميث كلاين                           |
| إبزيكوم (في الولايات المتحدة) كيفيكسا (في أوروبا وروسيا)   | أباكافير + لاميفودين                                | 2 آب 2004                        | غلاكسو سميث كلاين                           |
| تروفادا                                                    | تينوفوفير + إمتريسيتابين                            | 2 آب 2004                        | غيلياد ساينسز                               |
| أتريبلا                                                    | إمتريسيتابين + تينوفوفير + إيفافيرينز               | 12 تموز 2006                     | غيلياد ساينسز وبريستول مايرز سكويب          |
| كومبليرا (في الولايات المتحدة) إفيبليرا (في أوروبا وروسيا) | إمتريسيتابين + ريلبيفيرين + تينوفوفير               | 10 آب 2011                       | غيلياد ساينسز ويانسن للأدوية (تيبوتك سابقا) |
| ستريبيلد                                                   | إلفيتغرافير + كوبيسيستات + إمتريسيتابين + تينوفوفير | 27 آب 2012                       | غيلياد ساينسز                               |
| ترايوميك                                                   | أباكافير + دولوتغرافير + لاميفودين                  | 22 آب 2014                       | فييف للرعاية الصحية                         |
| إيفوتاز                                                    | أتازانافير + كوبيسيستات                             | 29 كانون الثاني 2015             | بريستول مايرز سكويب                         |
| برزكوبكس                                                   | دارونافير + كوبيسيستات                              | 29 كانون الثاني 2015             | يانسن للأدوية                               |
| دوتربيس                                                    | لاميفودين + رالتغرافير                              | 6 شباط 2015                      | شركة ميرك                                   |